# Der Tiger von Texas
Der Tiger von Texas ist ein US-amerikanischer Western aus dem Jahr 1950 von Alan Le May, der auch das Drehbuch schrieb. Der Film wurde von Arfran Productions, Inc. produziert.

## Handlung
Auf der Ranch des Rinderzüchters Horse Davis wird ein junger Mann beim Diebstahl von Nahrungsmitteln erwischt. Der Koch Boatwhistle gibt dem Dieb den Spitznamen Cooncat. Der Rancher Pat Farrell, verlobt mit Davis’ Tochter Abby, gibt an, dass Cooncat ihm ein Pferd gestohlen hat. Davis ist sicher, dass der Dieb noch schlimmere Dinge angestellt hat. Nachdem Cooncat hinter einem Pferd mitgeschliffen wurde, gesteht er, dass er den Händler Jim Shell getötet habe. Cooncat begleitet Davis und seine Männer zu Shells Handelsposten. Dabei erklärt er, dass er Shell sein Geld zur Aufbewahrung gegeben habe, dieser jedoch sich geweigert habe, es zurückzugeben. Er bekam von zwei Fremden ein Gewehr und wurde aufgefordert, sich sein Geld zurückzuholen. Doch bevor er seine Forderung stellen konnte, wurde er von Shell niedergeschlagen. Als er wieder zu sich kam, lag Shell tot am Boden.
Die Gruppe kommt an der Handelsstation an. Niemand ist da, auch keine Leiche, und alles ist mit einer dicken Staubschicht bedeckt. Farrell will Cooncat an den Sheriff ausliefern, doch Davis will der Sache erstmal selber auf den Grund gehen. Auf der Ranch beschreibt Cooncat die beiden Männer, die Boatwhistle als Roper und Smiley identifiziert. Der Koch ist verwirrt, denn er und Davis haben die beiden Männer vor 15 Jahren bei einem Nachbarschaftsstreit um einen Zaun mit der Familie Jessup erschossen. Cooncat beteuert, dass er von Roper und Smiley verfolgt wurde, doch niemand glaubt ihm bis auf Meagan, der jüngeren Davis-Tochter.
Farrell und Abby richten ein Verlobungsfest aus. Währenddessen erreicht Farrell die Nachricht, dass seine Eltern ermordet wurden und dass die Indizien auf Cooncat als Täter hindeuten. Farrell will Cooncat hängen, doch Davis schreitet ein, was die Freundschaft der beiden zerstört. Farrell, der das Land der Jessups gekauft hat, richtet den alten Zaun wieder auf. Als Abby die Männer der Davis-Ranch auffordert, den Zaun niederzureißen und zu verbrennen, kommt es zu einer Schießerei, bei der Abby verletzt wird.
Cooncat flüchtet sich in eine Baracke und stößt dort auf Roper und Smiley. Da er ihnen von Nutzen ist, weil er für alles verantwortlich gemacht wird, lassen sie ihn laufen. Cooncat kann nicht verhindern, dass Boatwhistle die Baracke betritt und von Smiley erschossen wird. Davis lässt nach Cooncat suchen, den er für einen der Jessups hält. Cooncat seinerseits will die Ranch verlassen, erklärt aber vorher Meagan, was in der Baracke passiert ist. Ihm wird klar, dass der Händler Shell von den beiden ermordet wurde und will Shells Leiche finden, um vom Mordverdacht befreit zu sein. Deshalb sucht er, gefolgt von Meagan, die ihrem Vater eine Nachricht hinterlässt, den Handelsposten auf.
Die beiden durchsuchen das Haus, als Smiley erscheint. Er sagt Cooncat, dass Shells Leiche in einem nahen Canyon liege. Dann nimmt er mit Roper die Pferde der beiden mit. Als sie zurückkommen, um Davis und dessen Männern einen Hinterhalt zu legen, rennt Cooncat aus dem Haus, um Davis zu warnen. Dabei wird er niedergeschossen. Davis erkennt in Smiley Bob Jessup, der zum Zeitpunkt der Fehde noch ein Kind und später lange Zeit im Gefängnis war. Smiley will Davis umbringen, als er vom gerade hinzugekommenen Farrell erschossen wird. Farrell und Davis schließen, wie Abby es gefordert hat, Frieden. Meagan hat den schwer verletzten Cooncat in ihren Armen. Davis und Farrell schwören, dass der junge Mann nie mehr gesucht werden wird.

## Produktion

### Hintergrund
Gedreht wurde der Film von Anfang bis Mitte Januar 1950 im Presidio County in Texas sowie in den Universal-Studios in Universal City.

### Stab
John B. Goodman war der Art Director. Gérard Carbonara komponierte zusätzliche Musikstücke. Chill Wills komponierte das Lied 20 Miles from Carson.

## Synchronisation
Eine zweite Synchronfassung entstand 1980 im Auftrage von BR3.
| Rolle        | Darsteller         | Synchronsprecher   |
| ------------ | ------------------ | ------------------ |
| Cooncat      | John Barrymore jr. | Stefan Krause      |
| Boatwhistle  | Chill Wills        | Wolfgang Hess      |
| Pat Farrell  | John Archer        | Hartmut Becker     |
| Meagan Davis | Lois Butler        | Irina Wanka        |
| Abby Davis   | Kristine Miller    | Viktoria Brams     |
| Horse Davis  | Basil Ruysdael     | Benno Hoffmann     |
| Smiley       | Jack Elam          | Hans-Georg Panczak |
| Roper        | Dave Kashner       | Gernot Duda        |
| Dixie        | Clem Fuller        | Fred Klaus         |

## Veröffentlichung
Die Premiere des Films fand am 1. September 1950 statt. In der Bundesrepublik Deutschland kam er am 4. Juli 1952 in die Kinos, in Österreich bereits am 4. April 1952. Er wurde auch unter dem Titel In der Hitze des Südens aufgeführt.

## Kritiken
Das Lexikon des internationalen Films schrieb: „Konventioneller Western um Rache und Gewalt, der allenfalls durch seine Anleihen beim Mysteriösen auffällt.“
Die Filmzeitschrift Cinema befand: „In seiner einzigen Regiearbeit würzt LeMay den Western mit etwas Mystery! Fazit: Kuriose Fingerübung eines Meister-Autors.“